# Singularity (canción)
«Singularity» es una canción grabada por la boy band surcoreana BTS, como un solo del miembro V. Fue publicada el 18 de mayo de 2018 como parte del álbum Love Yourself: Tear y también fue incluida en el álbum recopilatorio Love Yourself: Answer, que fue lanzado el 24 de agosto de 2018.

## Antecedentes y lanzamiento
El vídeo musical de «Singularity» fue publicado como un tráiler del álbum Love Yourself: Tear. Alcanzó más de 10 millones de vistas en menos de 15 horas. Además, de acuerdo con la página Dictionary, las búsquedas de la palabra aumentaron en un 7 558%.

## Composición
Musicalmente, la canción ha sido descrita como R&B, con toques de neo soul y jazz. prácticamente, una balada pop El Burlington County Times comentó que el tema es como «una pista relajante complementada con la voz dulce de V,» que «mejora cada vez que la escuchas». Está en la clave de D♭ menor y tiene 104 beats por minuto.
En una entrevista con Billboard, el escritor Charlie J. Perry mencionó que la canción empezó como un poema y fue construida a partir de ahí. Querían que tuviera un ambiente del estilo de Daniel Caesar o D'Angelo en el género del neo-soul. De acuerdo a MTV News, el tema trata sobre V «cuestionando la máscara que usa para ocultar sus verdaderos sentimientos, [preguntándose] "Me he perdido a mí mismo, o te he ganado?"»

## Vídeo musical
Goldbin y Soohyoun Nam, del portal Mnews, describieron el escenario del vídeo musical como un espacio cerrado en el que el miembro del grupo, V, se mueve entre áreas de luz y sombra, y después aparece en una habitación oscura llena de flores. Interpretaron la coreografía «refrenada», interpretada con máscaras blancas, como un símbolo de que ha ocultado su verdadera identidad para obtener amor, mientras que las imágenes de hielo roto indican su comprensión de que ha estado actuando de una manera que no era genuina. Por otro lado, Tamar Herman, de Billboard, señaló que V parecía representar la historia de Narciso, un personaje de la mitología griega cuyo amor por su propio reflejo causó su muerte.
Posteriormente se reveló que el coreógrafo que creó el baile fue Keone Madrid, quien ha trabajado con BTS en otros proyectos como «Dope», «Fire», «Not Today» y «Blood Sweat & Tears». El director del vídeo musical fue Choi Yongseok de Lumpens. Los directores asistentes fueron Lee Wonju, Jeong Minje, y Park Hyejeong de Lumpens. Otros miembros importantes del personal fueron Nam Hyunwoo de GDW, quien fue el director de fotografía, Song Hyunsuk de Real Lighting, quien se encargó de la iluminación, el editor Park Hyejeong, y los directores de arte Park Jinsil y Kim Bona de MU:E.

## Promoción
La canción fue promocionada en el 2018 KBS Song Festival el 29 de diciembre de 2018.

## Recepción
En general, «Singularity» obtuvo reseñas positivas. Alexis Pedridis, de The Guardian, comentó que la canción fue «bendecida con un tono particularmente evocativa, [pitching] su sonido en algún lugar entre el soul vintage de los 70s y una pista lenta de R&B moderno». El portal IZM mencionó que el tema añadió una distintiva voz neo soul al álbum, mientras que Spin dijo que V proporcionó una confianza silenciosa que fijó el estilo del disco. Pitchfork llamó al tema la tesis de Love Yourself: Tear.
En Estados Unidos la canción se ubicó en el número 13 de la lista Billboard World Digital Songs y vendió más de 10 000 copias.

## Créditos y personal
Los créditos de la canción están adaptados del CD Love Yourself: Answer.
- Charlie J. Perry- Productor, teclado, bajo
- RM- Productor
- Pdogg- Arreglo vocal, ingeniero de audio @ Dogg Bounce
- Slow Rabbit- Arreglo vocal, ingeniero de audio @ Carrot Express
- ADORA- Edición digital
- Hiss noise- Edición digital
- Yang Ga- Ingeniero de mezcla @ Big Hit Studio

## Posicionamiento en listas

### Semanales
| Listas (2018)                                       | Mejor posición |
| --------------------------------------------------- | -------------- |
| Corea del Sur (Billboard Hot 100)                   | 10             |
| Corea del Sur (Gaon)                                | 54             |
| Estados Unidos (Billboard World Digital Song Sales) | 1              |
| Francia (SNEP)                                      | 100            |
| Hungría (Single Top 40)                             | 23             |
| Japón (Japan Hot 100)                               | 34             |

## Reconocimientos
| Publicación        | Lista                                         | Posición | Ref.   |
| ------------------ | --------------------------------------------- | -------- | ------ |
| Los Angeles Times  | Lo mejor de 2018                              | 4        | [ 24 ] |
| KultScene          | Los mejores vídeos musicales de K-pop de 2018 |          | [ 25 ] |
| The New York Times | Las 65 mejores canciones de 2018              | 20       | [ 26 ] |
| SBS                | Top 100 canciones de pop asiáticas de 2018    | 24       | [ 27 ] |

## Historial de lanzamiento
| País   | Fecha                | Formato                     | Versión | Sello   |
| ------ | -------------------- | --------------------------- | ------- | ------- |
| Varios | 18 de mayo de 2018   | Descarga digital, streaming | Intro   | Big Hit |
| Varios | 24 de agosto de 2018 | Descarga digital, streaming | Regular | Big Hit |